# East Burra
East Burra (in norreno: Barrey) è una delle isole Scalloway, un sottogruppo delle isole Shetland in Scozia. L'isola è connessa tramite un ponte a West Burra.
Con un'area di 515 ettari, è la dodicesima per grandezza tra le isole dell'arcipelago.
East Burra ha una popolazione molto inferiore a West Burra, e non ha nessun insediamento abitato considerevole; vi sono solo pochi villaggi e alcune abitazioni sparse. È conosciuta per i suoi resti neolitici incluso un tumulo bruciato e delle grotte sommerse; anche "Old Haa" di Houss, un vecchio maniero del laird locale, oggi senza tetto, rappresenta una caratteristica riconoscibile dell'isola. Da Houss è possibile camminare per circa 2 km per raggiungere le scogliere all'estremità meridionale dell'isola; da qui si può vedere l'isola di South Havra, oggi abitata solo da pecore e uccelli marini.
East Burra è collegata all'isola di Mainland tramite West Burra e a Trondra con una serie di ponti.

## Etimologia
Collins Encyclopedia of Scotland suggerisce che il nome "Burra" rappresenti una variazione da "Borgarey" (che significa "isola del broch"), e anche se ciò è improbabile, vista la mancanza di broch, il nome del luogo Brough su West Burra tende a supportare questa tesi. Tuttavia, la forma utilizzata all'interno della Saga degli uomini delle Orcadi (Orkneyinga saga) è "Barrey".